# Charles J. Bell

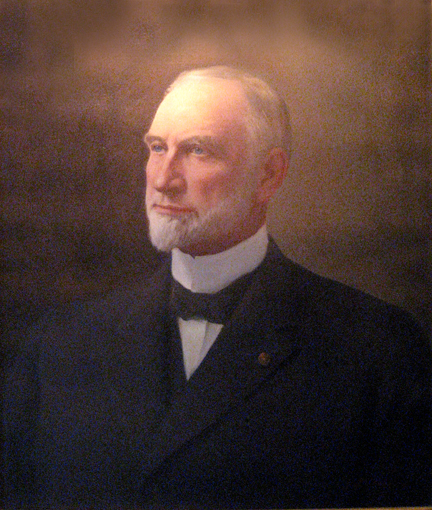
Charles James Bell

Charles James Bell (* 10. März 1845 in Walden, Caledonia County, Vermont; † 25. September 1909 in New York City) war ein US-amerikanischer Politiker und von 1904 bis 1906 Gouverneur des Bundesstaates Vermont.

## Frühe Jahre und politischer Aufstieg
Charles Bell besuchte die Peacham Academy. Während des Bürgerkriegs trat er im Alter von 17 Jahren in die Armee der Union ein. Dort brachte er es bis zum Corporal. Im Jahr 1865 wurde er verwundet. Im Juni dieses Jahres schied er aus dem Militärdienst aus. Nach dem Krieg kehrte er nach Vermont zurück, wo er die familieneigene Farm bewirtschaftete und Pferde züchtete. 
Bell wurde Mitglied der Republikanischen Partei. Schon in seiner Heimatstadt Walden übte er einige politische Ämter aus. So war er beispielsweise im Schul- und im Stadtrat. Zwischen 1882 und 1883 war er Abgeordneter im Repräsentantenhaus von Vermont, von 1894 bis 1895 gehörte er dem Staatssenat an. Zwischen 1894 und 1896 war er Mitglied des Eisenbahnausschusses und danach bis 1902 des Landwirtschaftsausschusses.

## Gouverneur von Vermont und weiterer Lebenslauf
Im Jahr 1904 wurde Charles Bell zum Gouverneur seines Staates gewählt. Er trat seine zweijährige Amtszeit am 6. Oktober 1904 an. Bell setzte sich für ein zentrales Schulsystem ein und wollte die erst vor kurzem erfundenen Automobile nur auf bestimmten Straßen zulassen. In seiner Amtszeit wurden die Gesetze bezüglich der Kinderarbeit verbessert, die in einigen Bereichen wie Fabriken oder Webereien sogar ganz verboten wurde. Nach Ablauf seiner Amtszeit zog sich Bell aus der Politik zurück. Er widmete sich wieder seinen privaten Angelegenheiten, wobei die Landwirtschaft an erster Stelle stand. Er war Mitglied und teilweise auch Vorsitzender zahlreicher landwirtschaftlicher Vereinigungen. Gouverneur Bell starb im September 1909 in New York. Mit seiner Frau Mary Louise Perry hatte er zwei Kinder.